# مسرح و أوبرا بيرم

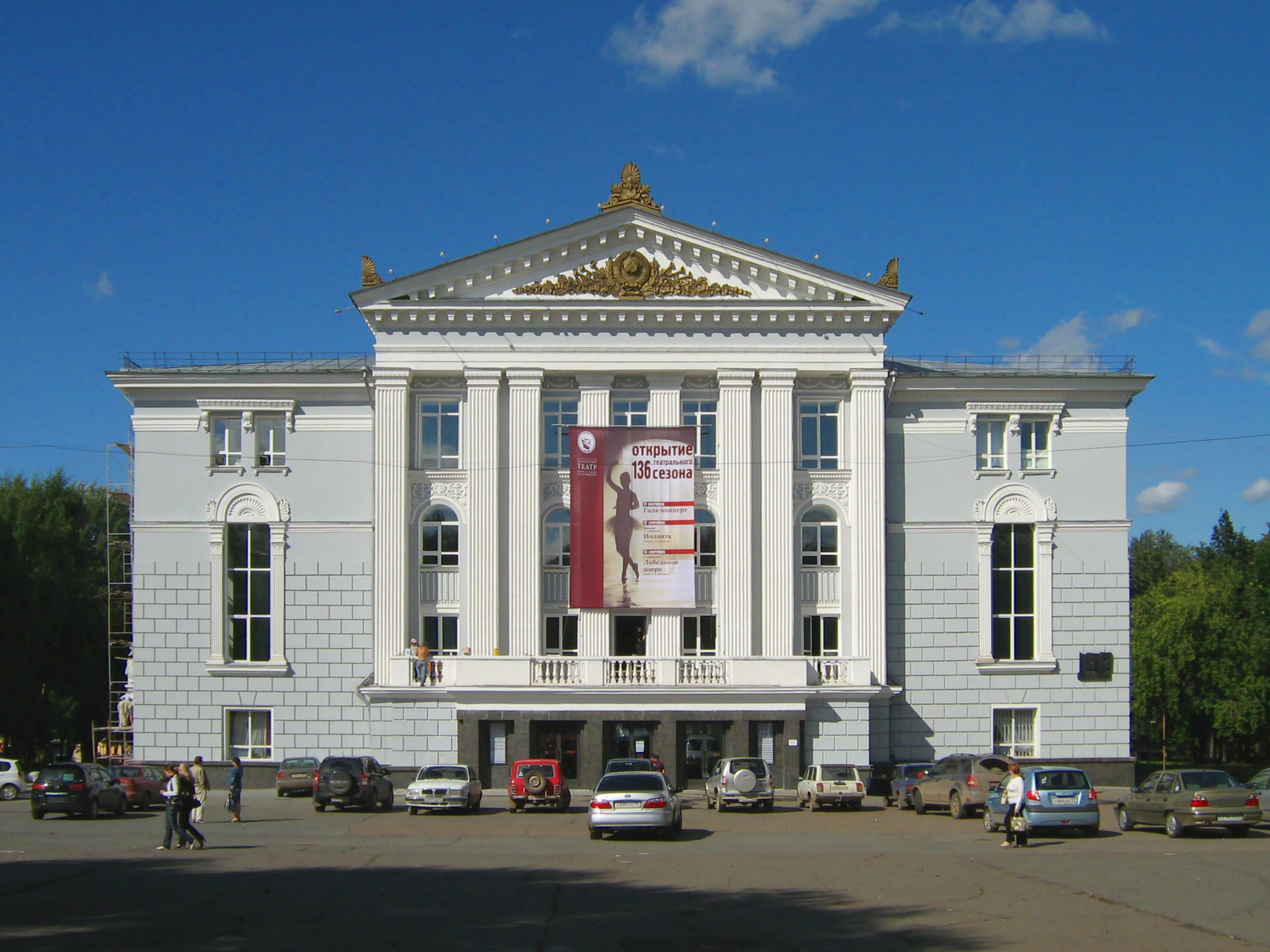
المسرح عام 2007

 مسرح وأوبرا تشايكوفسكي بيرم المعروف أيضًا بباليه بيرم هو مؤسسة ثقافيّة في مدينة بيرم في روسيا. هو من أقدم المسارح في هذا البلد ولطالما كان مركزًا فنيًا متألقًا. يسمى غالبًا بمنزل تشايكوفسكي. كما يعرض جميع أعمال الموسيقار بيتر إليتش تشايكوفسكي

## تاريخه

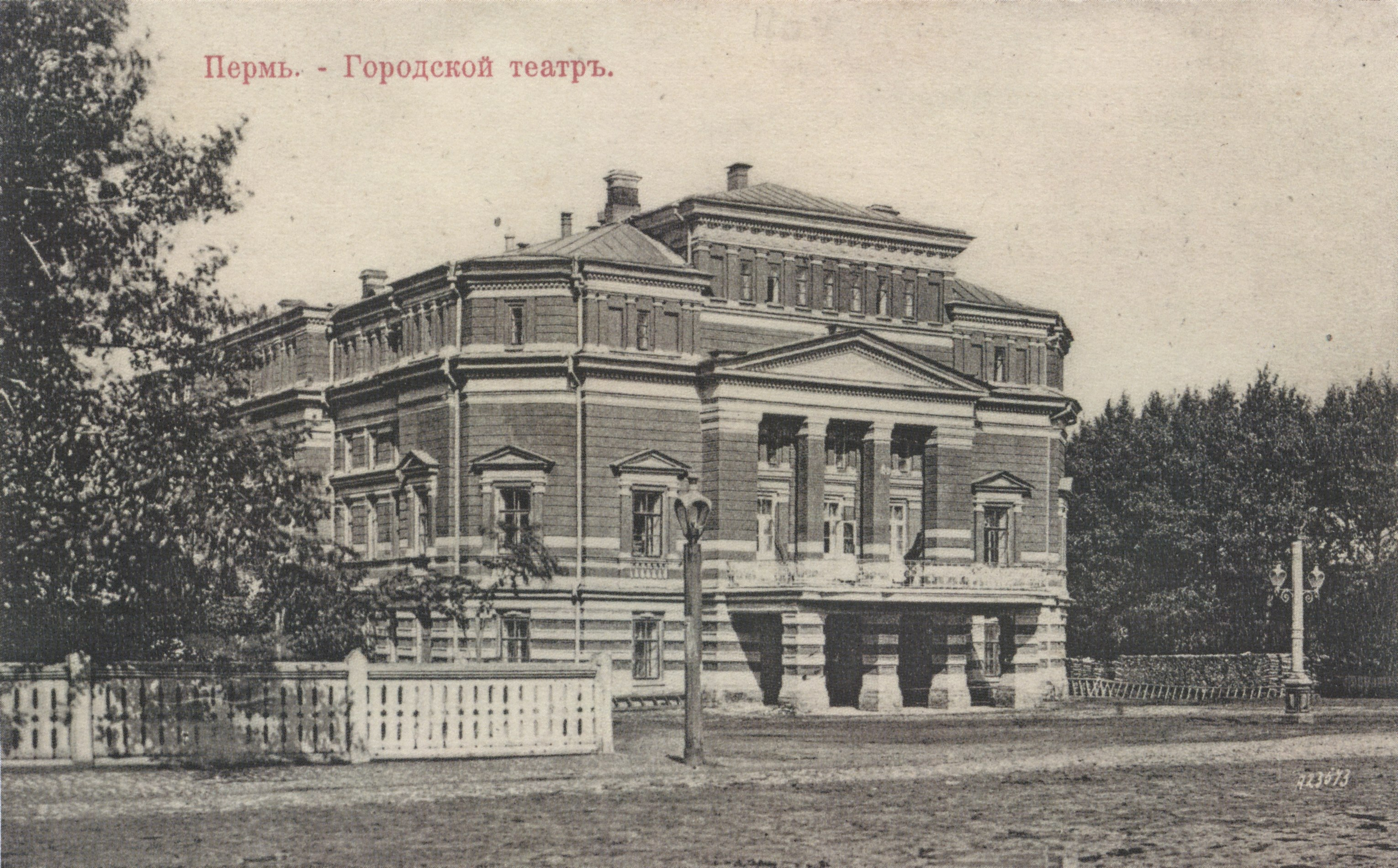
مسرح و أوبرا بيرم

افتتح المسرح في الرابع عشر من تشرين الثاني من العام 1980 باستعراض حياة من أجل القيصر (a life for the Tsar) للموسيقار الروسي ميخائيل غلينكا (). بني بين العامين 1874 و1879 وافتتح بإدارة رجل الأعمال الشهير ميدفيديف.
لقي المسرح ابتداءً من العام 1896 دعم مجلس المدينة الذي قرر تمويله من ميزانيتها. قدم المسرح لبدء العهد الجديد له أوبراعيدا ().
بعد الحرب الأهلية أعيد افتتاح المسرح في العشرين من آب من العام 1921. بين الإستعراضات كان هناك الشيطان (أوبرا) (The Demon(opera، فاوست (أوبرا) (Faust(oper، عايدة (Aïda )، أجين أونيجين (أوبرا) (Eugene Onegin (opera))، ريغوليتو وحلاق إشبيلية.